# Hakle
Die Hakle GmbH war ein Unternehmen der Papierindustrie mit Sitz in Düsseldorf. Die Bezeichnung Hakle wurde aus den Anfangsbuchstaben des Namens des Unternehmensgründers Hans Klenk gebildet. Klenk hatte 1928 in Ludwigsburg eine der ersten Fabriken für Toilettenpapier in Deutschland gegründet.

## Geschichte

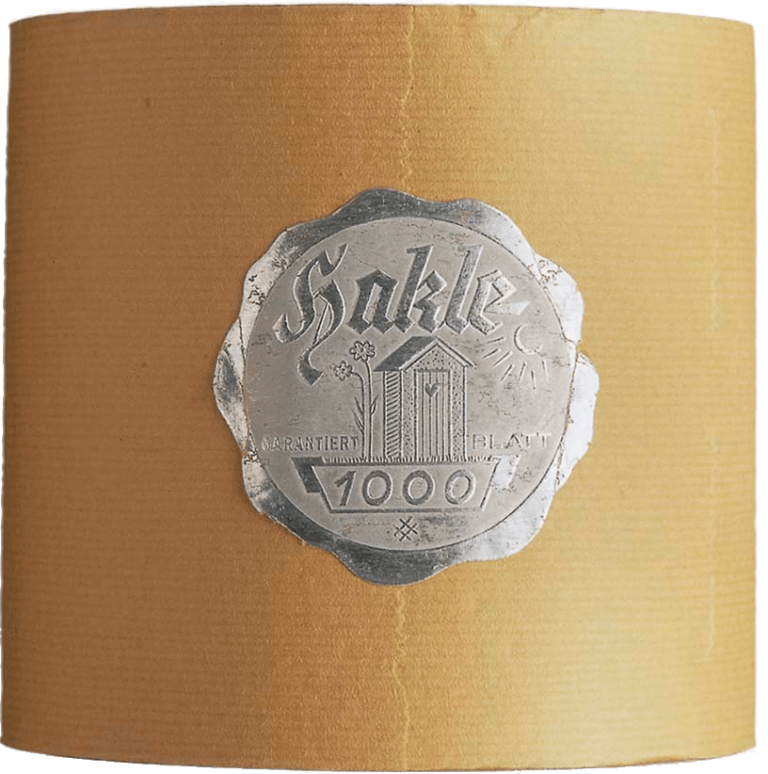
Eine der ersten Hakle-Rollen: Krepppapier, garantiert 1000 Blatt

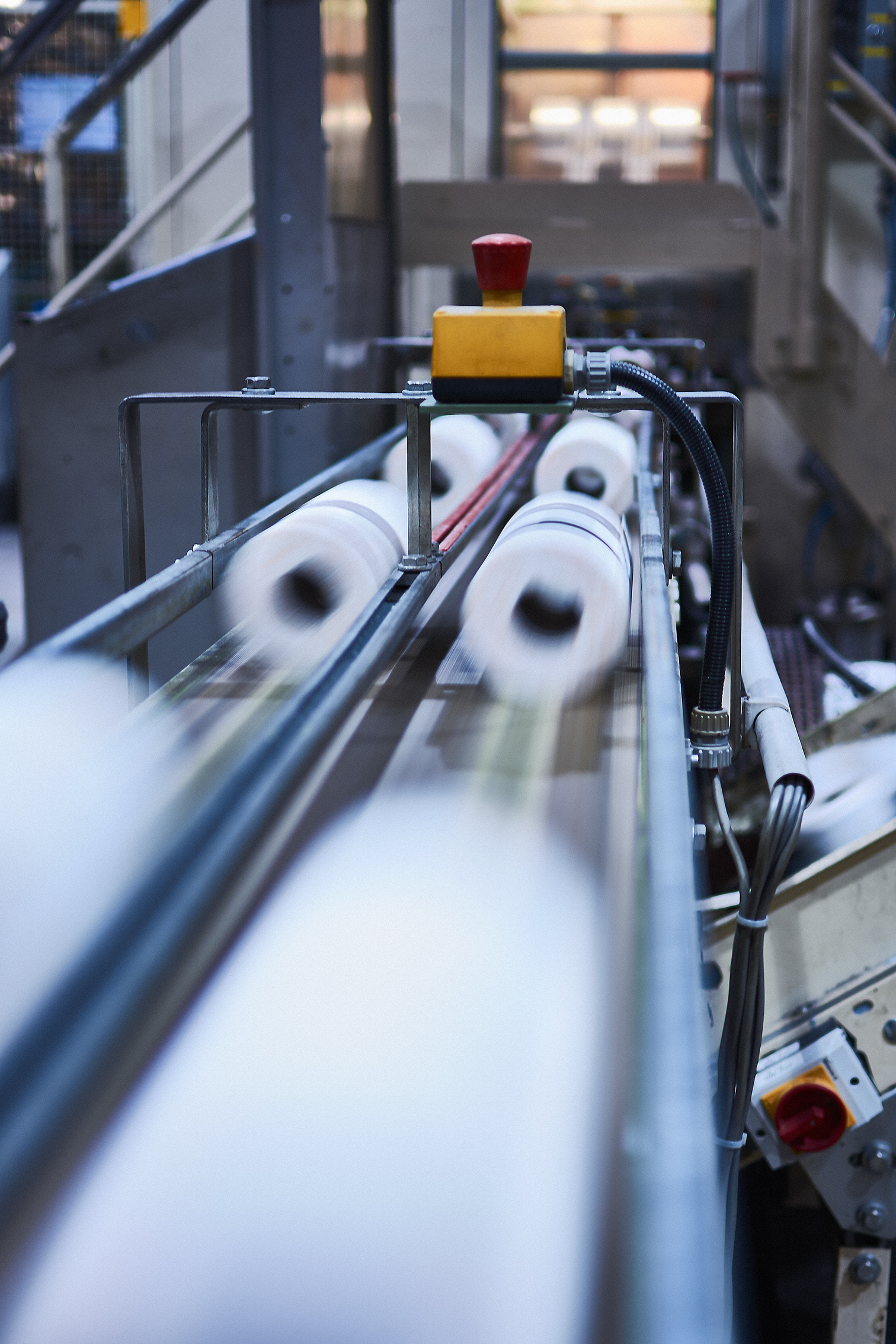
Blick in die Produktion in Düsseldorf

1928 wurde das Unternehmen in Ludwigsburg gegründet. In diesem Jahr brachte Hakle als erster Hersteller Toilettenpapierrollen auf den deutschen Markt: Rollen aus Krepppapier, perforiert zum Abreißen und mit einer garantierten Blattzahl von 1000 Blatt.
Im Jahr 1954 zog das Unternehmen von Ludwigsburg nach Mainz. Ab 1959 produzierte Hakle das weichere Tissue-Papier. Damit wurde das raue, harte Krepppapier ersetzt.
Hakle führte 1972 das weltweit erste dreilagige Toilettenpapier ein und 1977 als erster Hersteller das feuchte Toilettenpapier („Hakle Feucht“). Seit 1982 produziert Hakle auch vierlagiges Toilettenpapier.
1984 wurde das bis dahin in Familienbesitz befindliche Unternehmen Hakle an die Schweizer Attisholz-Gruppe verkauft, 1999 wiederum an den Kimberly-Clark-Konzern weiterveräußert und in Hakle-Kimberly GmbH umfirmiert. Im selben Jahr wurde die Hakle-Produktion nach Düsseldorf-Reisholz verlegt. An diesem Standort war bereits seit 1905 Papier hergestellt worden.
2006 wurde das Hakle-Werk Reichenburg in der Schweiz geschlossen. Die Papierfabrik auf der Ingelheimer Aue in Mainz wurde zum 1. April 2006 von der Westfälischen Papierfabrik (WEPA) übernommen und als WEPA Mainz GmbH geführt. Die Markenrechte an der Marke Hakle verblieben bei Kimberly-Clark und die Hakle-Toilettenpapierproduktion wurde im Kimberly-Clark-Werk Düsseldorf-Reisholz konzentriert. Ende 2012/Mitte 2013 wurde Hakle im Zuge von Kimberly-Clarks Global Tissue Restructuring Plan an die Private-Equity-Gesellschaft palero capital GmbH (München) / palero invest Sàrl (Luxemburg) verkauft. Das Unternehmen hieß dann Hakle GmbH. Die Beteiligungen der palero capital GmbH wurden später weiter an Crosslantic und weitere Investoren verkauft.
2019 wurde die Hakle GmbH zu 100 % von der Hakle Holding GmbH übernommen. Die Hakle Holding GmbH ist (Stand August 2022) je zur Hälfte im Besitz der Crosslantic Fund I GmbH & Co KG und der Jung.Inv GmbH.
Die jährliche Produktion beträgt rund 50.000 Tonnen Hygienepapier.
Im September 2022 meldete das Unternehmen Insolvenz an. Hakle hatte in den vergangenen Jahren bereits mehrfach Verluste ausgewiesen. Unternehmensangaben nach soll das Insolvenzverfahren in Eigenverwaltung zur Sanierung des Unternehmens dienen.
2023 wurde die nicht von der Insolvenz betroffene Hakle Markenhaus GmbH, in der die Deutschland-Rechte an den Hakle-Marken (Hakle, Dick & Durstig, Servus etc.) zusammengefasst waren, an den italienischen Konkurrenten Sofidel verkauft, um mit dem Erlös die Insolvenz zu beenden und das Produktionswerk in Düsseldorf-Reisholz unter neuem Namen, aber mit der bisherigen Geschäftsführung, weiterbetreiben zu können. Des Weiteren wurden für eine Übergangszeit Produktionsaufträge von Sofidel für Hakle vereinbart.
Am 14. Juni 2023 stimmte die Gläubigerversammlung dem Insolvenzplan zu. Zukünftig wird das Unternehmen als Jung Papier GmbH geführt. Eine neue Marke, The Papermakers, wird ab Sommer 2023 eingeführt. Die Hakle Produkte werden, wie mit Sofidel vereinbart, bis Ende 2024 weiter hergestellt.

## Bekannte Mitarbeiter
Von 1959 bis 1983 war der Mainzer Herbert Bonewitz, der ab 1960 für die firmeneigene Zeitschrift Die Rolle verantwortlich zeichnete, in weiten Bereichen des Unternehmens Hakle tätig.

## Wirtschaftsdaten
| Jahr | Zahl der Mitarbeiter | Umsatzerlöse in Mio. € | Jahresüberschuss in Mio. € |
| ---- | -------------------- | ---------------------- | -------------------------- |
| 2013 | 217                  | 39,9                   | −0,8                       |
| 2014 | 211                  | 65,7                   | 0,76                       |
| 2015 | 208                  | 64,1                   | −1,1                       |
| 2016 | 208                  | 67,7                   | −1,9                       |
| 2017 | 210                  | 66,9                   | −1,7                       |
| 2018 | 212                  | 75,2                   | −2,9                       |
| 2019 | 226                  | 79,5                   | −0,73                      |
| 2020 | 227                  | 79,3                   | 0,65                       |